# 欧德维尔 (阿拉巴马州)
欧德维尔（英文：Odenville），是美国阿拉巴马州下属的一座城市。面积约为13.56平方英里（约合35.11平方公里）。根据2010年美国人口普查，该市有人口3,585人，人口密度为264.48/平方英里（约合102.11/平方公里）。